# ショート・ライン
ショート・ライン（Short-line railroad）とは、アメリカ合衆国において比較的短距離の路線を運営する鉄道会社を指す呼称である。

## 解説
ショート・ラインが存在する理由は主として下記のいずれか、または複数の理由による。
- 炭坑と火力発電所の間、石膏産地と石膏ボード工場の間など、二地点間で鉄道輸送が必要なとき
- 他社線（多くの場合は相手のほうが大規模）に継走するとき
- 旅客輸送を行うとき

ショート・ラインは規模が小さいために収入も少なく、その大部分はアメリカ鉄道協会によって三級鉄道に分類されている。カナダでは運輸省により二級鉄道とされている。
鉄道創業期には、すべての鉄道会社がショート・ラインであった。資本においても運営においても特定の地域にのみ特化していた。時代が下るに従い、地方の路線同士が合併や買収を繰り返し、大規模なメイン・ラインと呼ばれる鉄道を形成した。
アメリカにおいては1980年から、カナダでは1990年から、大規模な鉄道会社が採算の悪い路線を次々と廃止し、同時に多くのショート・ラインが設立された。ショート・ラインは一級鉄道よりも安価な労働力を使用し、コストも削減することで、鉄道の運営を採算に乗せることができた。

## 営業内容による分類（アメリカ）
アメリカにおいて、営業内容によりショート・ラインには三つのタイプに分けられる。
- 車両移動を主とするショート・ラインは、自社の線路上で大規模な鉄道のための車両移動をすること主たる業務である。移動される車両には、営業上、ショート・ラインの線路上を移動することが記載されていない。大規模鉄道から「1両いくら」として作業代金が支払われる。
- 入換を主とするショート・ラインは上記と似ているが、移動される車両にもショート・ラインを経由することが記載されており、その移動コストは「1両いくら」として車両の使用主が支払う。
- 継走を主とするショート・ラインは、一級鉄道や二級鉄道と同じように独立した鉄道として運営される。ショート・ラインの路線も車両の走行ルートに組み込まれ、ショート・ラインが定めた賃率で運送料金を荷主が支払う。